# Meksykanie
Meksykanie (hiszp. Pueblo mexicano – nazwa zbiorowa, Mexicanos – jednostki) – naród zamieszkujący przede wszystkim Meksyk; nazwa odnosi się do wszystkich mieszkańców tego wieloetnicznego państwa, położonego w Ameryce Północnej, którzy kultywują meksykańską kulturę lub mają wykształconą tożsamość narodową.

## Rys historyczny
Meksyk stał się niepodległym państwem w 1821, kiedy wyzwolił się spod hiszpańskiego panowania. Następnie rozpoczął się długotrwały proces formowania tożsamości narodowej, która wykształciła się na skutek zmieszania cech kultury prekolumbijskiej rdzennej ludności z kulturą osadników z Europy, z dominującą rolą imigrantów przybyłych z Półwyspu Iberyjskiego, w tym przede wszystkim Hiszpanów. Doprowadziło to do wykształcenia się niezależnego bytu państwowego o specyficznej kulturze. W przypadku Meksykanów mówi się nieraz o występowaniu „szczególnej formy nacjonalizmu wieloetnicznego”.

## Języki
Najczęściej używanym językiem w Meksyku jest meksykańska odmiana języka hiszpańskiego, ale ludzie zamieszkujący ten kraj porozumiewają się w ponad 65 różnych językach autochtonicznych i językach indoeuropejskich. Są to języki używane od wielu setek lat przez rdzenną ludność zamieszkującą ten kraj, jak również języki przyniesione do Meksyku przez przybyszy z Hiszpanii i innych krajów, w tym przede wszystkim język hiszpański.
Meksyk jest państwem o największej liczbie ludzi porozumiewających się w językach autochtonicznych (indiańskich) w Ameryce, aczkolwiek w liczbach względnych proporcja społeczności posługującej się tymi językami jest zdecydowanie mniejsza w porównaniu z takimi krajami jak Boliwia (47%), Gwatemala (40%) czy Peru (16%), a nawet mniejsza niż w Ekwadorze (7%). Z wyjątkiem języka nahuatl, żadnego z autochtonicznych języków występujących w Meksyku nie używa więcej niż milion ludzi. Warto dodać, że nahuatl jest czwartym autochtonicznym językiem w Amerykach biorąc pod uwagę liczbę użytkowników; plasuje się pod tym względem za językami keczua (ok. 10 mln użytkowników), guarani (ok. 8 mln) oraz ajmara (ok. 2,2 mln).

## Religia
Hiszpanie po przybyciu do Meksyku, oprócz ekspansji ekonomicznej, prowadzili szeroko zakrojoną akcję misyjną wśród miejscowej ludności. Co więcej, oprócz działalności ewangelizacyjnej, władze kolonialne nałożyły zakaz praktykowania jakichkolwiek innych religii poza katolicyzmem. W efekcie Meksykanie są współcześnie społeczeństwem dość jednolitym pod względem religijnym, z dominującą pozycją religii katolickiej (82,7%).

## Diaspora meksykańska
Ponad 78% Meksykanów mieszka w Meksyku, ale duża diaspora – około 22% całej populacji (około 34 mln) – mieszka w sąsiadujących z tym krajem Stanach Zjednoczonych. Wynika to z masowej emigracji o charakterze ekonomicznym.